# Vorupør Bagfyr
Vorupør Bagfyr er beliggende i det lille fiskeleje Nørre Vorupør i Nordvestlylland. Fyret er et ledefyr og skal sammen med Vorupør Forfyr lede fiskefartøjerne ind på stranden gennem den mest fordelagtige rute gennem de vandrende revler. Fyret blev bygget i 1894.